# Aisel
Aisel, właśc. Aysel Məmmədova (ur. 3 lipca 1989 w Baku) – azerska piosenkarka, autorka tekstów. Reprezentantka Azerbejdżanu w Konkursie Piosenki Eurowizji 2018.

## Życiorys
Pochodzi z rodziny o muzycznych tradycjach. W 2010 ukończyła studia na Akademii Muzycznej w Baku.
W 2018 z piosenką „X My Heart" reprezentowała Azerbejdżan w 63. Konkursie Piosenki Eurowizji w Lizbonie. 8 maja wystąpiła jako pierwsza w kolejności w pierwszym półfinale konkursu. Zajęła 11. miejsce, przez co nie kwalifikowała się do finału, zostając pierwszą w historii reprezentantką kraju, która nie przeszła do rundy finałowej. Bezskutecznie starała się o reprezentowanie ponownie swojego kraju w 68. Konkursie Piosenki Eurowizji.

## Dyskografia

### EP
| Tytuł             | Szczegóły                |
| ----------------- | ------------------------ |
| Pure Noise (Live) | - Wydany: 6 grudnia 2018 |

### Single
| Tytuł                         | Rok  | Album                           |
| ----------------------------- | ---- | ------------------------------- |
| „Others”                      | 2016 | —                               |
| „X My Heart”                  | 2018 | Konkurs Piosenki Eurowizji 2018 |
| „More Emotion”                | 2018 | —                               |
| „Don`t make me cry”           | 2018 | —                               |
| „We Run”                      | 2019 | —                               |
| „Efforts”                     | 2019 | —                               |
| „Улетаю”                      | 2019 | —                               |
| „Я За Музыку Отдам Всю Жизнь” | 2019 | —                               |
| „Она Не Твоя”                 | 2020 | —                               |
| „Deme Mene Neyleyim”          | 2020 | —                               |
| „Sevirem”                     | 2020 | —                               |

## Nagrody i wyróżnienia
| Rok  | Kategoria                                 | Tytułem      | Rezultat                                        |
| ---- | ----------------------------------------- | ------------ | ----------------------------------------------- |
| 2018 | 63. Konkurs Piosenki Eurowizji w Lizbonie | „X My Heart” | 11. miejsce w półfinale (brak awansu do finału) |